# Echinogorgia macrospiculata
Echinogorgia macrospiculata is een zachte koraalsoort uit de familie Plexauridae. De koraalsoort komt uit het geslacht Echinogorgia. Echinogorgia macrospiculata werd in 1909 voor het eerst wetenschappelijk beschreven door Thomson & Simpson. 